# Ernest Knosala
Ernest Knosala (ur. 18 listopada 1948 w Rzepczu, zm. 2 kwietnia 2012) – polski prawnik, specjalista w zakresie prawa administracyjnego, profesor nauk prawnych, nauczyciel akademicki, profesor zwyczajny Uniwersytetu Śląskiego w Katowicach.

## Życiorys
Odbył studia prawnicze na Wydziale Prawa i Administracji Uniwersytetu Śląskiego, które ukończył w 1970. W 1974 na podstawie rozprawy pt. Organizacja prawna badań naukowych w Polsce otrzymał na macierzystym wydziale stopień naukowy doktora nauk prawnych w zakresie prawa. Stopień naukowy doktora habilitowanego uzyskał w 1986, po czym w tym samym roku powołany został na stanowisko docenta w Katedrze Prawa Administracyjnego UŚl. Profesorem nadzwyczajnym Uniwersytetu Śląskiego został w 1996. W 1999 uzyskał tytuł naukowy profesora nauk prawnych, a w 2004 objął stanowisko profesora zwyczajnego UŚl. W latach 1987–1989 pełnił funkcję prodziekana Wydziału Prawa i Administracji UŚl. Od 1987 był kierownikiem Katedry Prawa i Postępowania Administracyjnego na WPiA UŚl. Prowadził zajęcia także w innych uczelniach.
Pod jego kierunkiem stopień naukowy doktora uzyskali m.in. Andrzej Matan i Lidia Zacharko.
Został pochowany 4 kwietnia 2012 na Centralnym Cmentarzu Komunalnym w Gliwicach.

## Odznaczenia
Był odznaczony Brązowym i Srebrnym Krzyżem Zasługi.

## Wybrane publikacje
- Zarządzanie badaniami naukowymi w Polsce. Studium z prawa administracyjnego, Warszawa 1977
- Doradztwo naukowe w świetle prawa administracyjnego, Katowice 1981
- Prawne układy sterowania w administracji publicznej, Katowice 1998
- Decyzja i doradztwo w administracji publicznej. Studium z nauki administracji i prawa administracyjnego, Bytom 2003
- Rozważania z teorii nauki administracji. Prace naukowe i konferencyjne, Tychy 2004
- Organizacja administracji publicznej. Studium z nauki administracji i prawa administracyjnego, Sosnowiec 2005
- Zarys nauki administracji (2005, 2006)[2]